# Base Aérea Ramat David
La Base Aérea Ramat David (en hebreo: בָּסִיס חֵיל-הַאֲוִיר רָמַת דָּוִד) (ICAO: LLRD) es una de las tres principales bases aéreas de la Fuerza Aérea de Israel, que se encuentra al sureste de Haifa, cerca del kibutz Ramat David y Meguido, en el valle de Jezreel. Fue construida originalmente como una estación de la Real Fuerza Aérea en 1942 bajo el mandato británico cuando era conocida como RAF Ramat David. Se ha informado de que es el lugar más probable para un nuevo aeropuerto internacional para complementar el aeropuerto Ben Gurion.
Roald Dahl, en su autobiografía de la Segunda Guerra Mundial "Going Solo" , menciona haber aterrizado su RAF Hawker Hurricane en Ramat David en 1941. En el momento en que era una pista de hierba preparada apresuradamente por los residentes del cercano Kibbutz.